# فيلما أولسن
فيلما أولسن (بالإنجليزية: Wilma Olson) (و. 1945  م) هي كيميائية، وأحيائية فيزيائية أمريكية.

## التعليم
تعلمت في جامعة ستانفورد، وجامعة ديلاوير.